# اریک مسترسن (بازیگر پورنوگرافی)
اریک مسترسن (انگلیسی: Eric Masterson؛ زاده ۲۴ مارس ۱۹۷۰) یک بازیگر پورنوگرافی است.